# Policarp Malîhin
Policarp Malîhin (9 de marzo de 1954) es un deportista rumano que compitió en piragüismo en la modalidad de aguas tranquilas.
Participó en los Juegos Olímpicos de Montreal 1976, obteniendo una medalla de bronce en la prueba de K2 500 m. Ganó dos medallas en el Campeonato Mundial de Piragüismo de 1975.

## Palmarés internacional
| Juegos Olímpicos   | Juegos Olímpicos      | Juegos Olímpicos  | Juegos Olímpicos |
| Año                | Lugar                 | Medalla           | Evento           |
| ------------------ | --------------------- | ----------------- | ---------------- |
| 1976               | Montreal (Canadá)     | Medalla de bronce | K2 500 m         |
| Campeonato Mundial |                       |                   |                  |
| Año                | Lugar                 | Medalla           | Evento           |
| 1975               | Belgrado (Yugoslavia) | Medalla de bronce | K2 500 m         |
| 1975               | Belgrado (Yugoslavia) | Medalla de plata  | K2 1000 m        |